# Rezerwat przyrody Dąbrowa Łącka
Rezerwat przyrody Dąbrowa Łącka – leśny rezerwat przyrody położony w gminie Łąck (powiat płocki, województwo mazowieckie). Leży w obrębie otuliny Gostynińsko-Włocławskiego Parku Krajobrazowego.
Powołany został Zarządzeniem Ministra Ochrony Środowiska, Zasobów Naturalnych i Leśnictwa z dnia 25 czerwca 1990 r.. Zajmuje powierzchnię 304,83 (dawniej 305,87) ha. Wokół rezerwatu utworzono otulinę o powierzchni 537,70 ha (została zmniejszona w 2023 r.).
Według zarządzenia celem ochrony rezerwatu jest zachowanie licznych zbiorowisk roślinnych o charakterze naturalnym, obejmujących m.in. bory mieszane, grądy, łęgi i olsy, jak też Jeziora Łąckiego Małego oraz urozmaiconej rzeźby terenu. Przedmiotem ochrony są ekosystemy leśne, bagienne i jeziorowe.

## Klasyfikacja rezerwatu
Jest to rezerwat leśny (L).
- według dominującego przedmiotu ochrony: typ – fitocenotyczny (PFi), podtyp – zbiorowisk leśnych (zl)[5].
- według głównego typu ekosystemu: typ – różnych ekosystemów (EE), podtyp – lasów i wód (lw)[5].

## Walory przyrodnicze
Teren rezerwatu położony jest na utworach trzeciorzędowych, składających się z iłów, piasków i żwirów, natomiast gliny zwałowe są utworami czwartorzędowymi, pochodzącymi z glacjału bałtyckiego. Wartość krajobrazową rezerwatu podkreślają ozy, kemy i jeziora wytopiskowe. Gwarancją utrzymania ich w stanie naturalnym jest pokrywa leśna rezerwatu. Urozmaiceniem rzeźby terenu (która powstała wskutek lodowacenia i procesów peryglacjalnych) jest Jezioro Łąckie Małe, a także bagna, obniżenia nadjeziorne porośnięte lasem oraz kilkumetrowe wyniosłości terenu powstałe po ustąpieniu lodowca.
Do rezerwatu od strony zachodniej przylega zespół przyrodniczo-krajobrazowy „Jezioro Łąckie Duże”.
Na terenie rezerwatu stwierdzono występowanie 280 gatunków roślin naczyniowych, 4 gatunki ramienic, 3 gatunki porostów, 1 gatunek wątrobowca oraz 23 gatunki mchów. Należą do nich m.in. hydrofity: grzybienie białe (Nymphaea alba), grążel żółty (Nuphar luteum), jezierza morska (Najas marina) oraz turzyca tunikowa (Corex paradoxa).
Do chronionych i rzadkich roślin lądowych występujących w rezerwacie należą: lilia złotogłów (Lilium martagon), listera jajowata (Lisfera ovala), kruszczyk szerokolistny (Epipactis latifolia), wawrzynek wilczełyko (Daphne mezererum), jarzmianka większa (Astrantia major) i zdrojówka rutewkowata (Isopyrum thalictroides).